# Primer Tall de la Mel

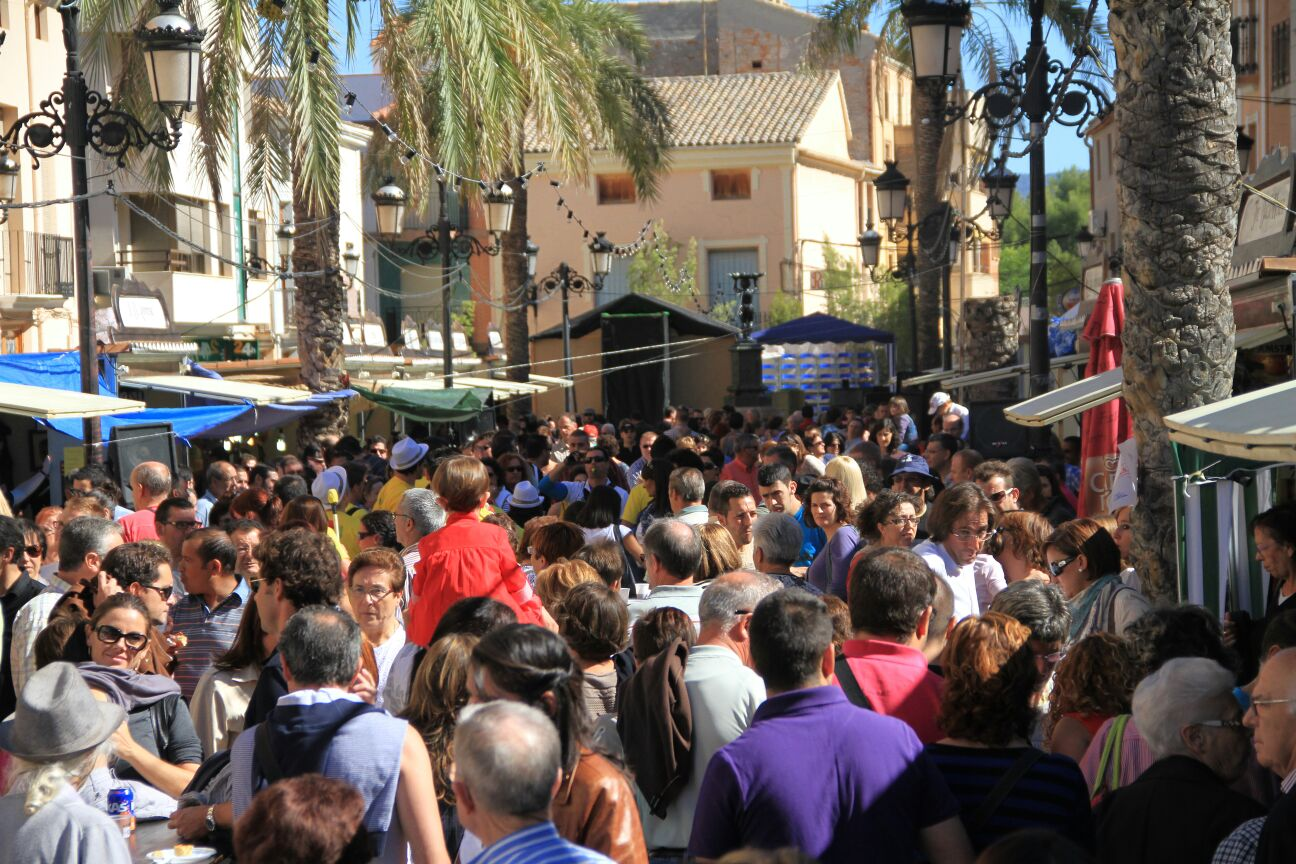
El Primer Tall de la Mel - degustació i Rusc

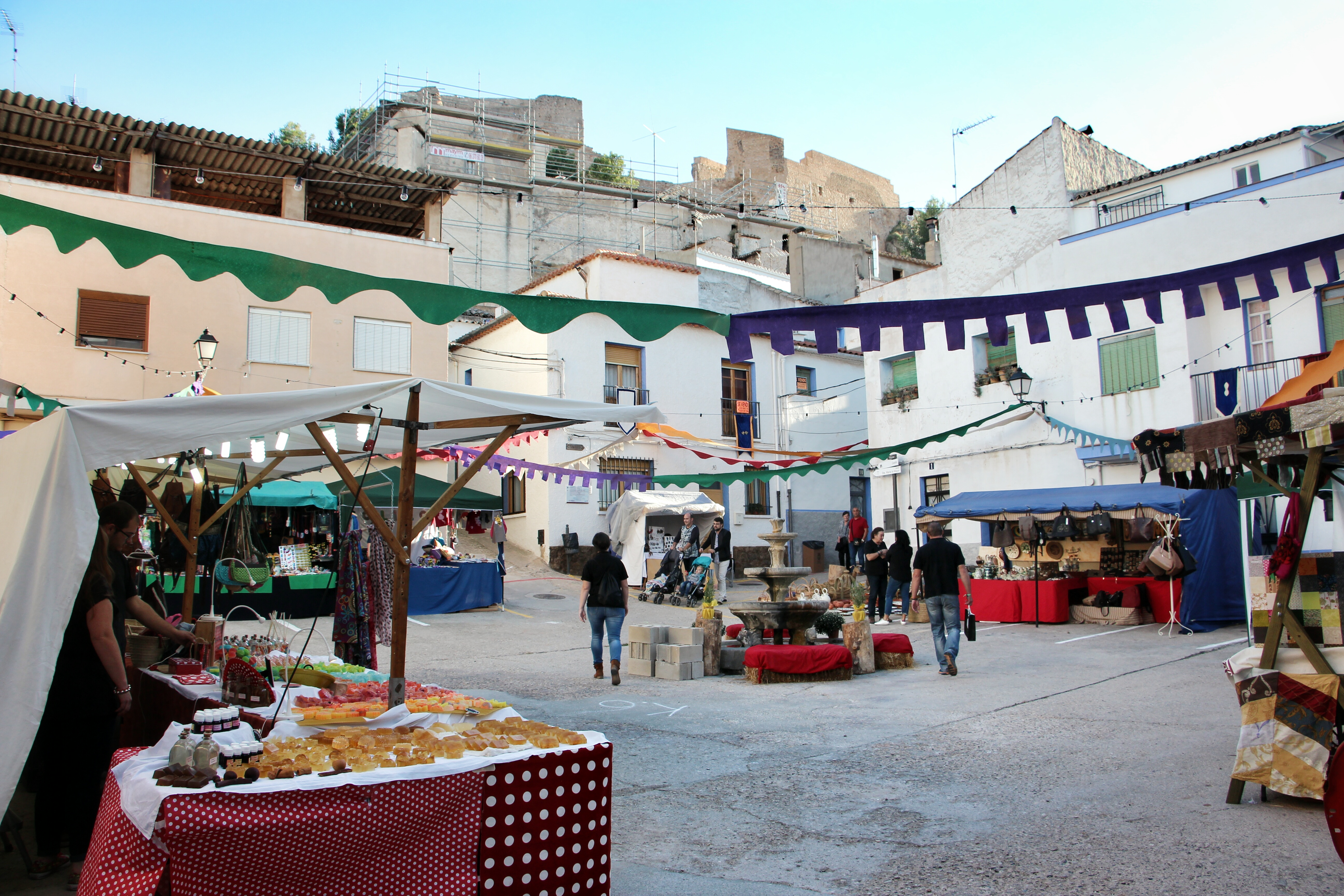
Primer Tall de la Mel - mercat dels artesans

El Primer Tall de la Mel és una fira gastronòmica que se celebra en la localitat valenciana d'Aiora. Per la Resolució de 29 de març del 2016, la Presidència de la Genarlitat declarà la festa del Primer Tall de la Mel d'Ayora Festa d'Interés Turístic Autonòmic de la Comunitat Valenciana.
L'esdeveniment té lloc el cap de setmana més pròxim al 12 d'octubre i durant quatre dies s'organitzen diferents activitats com ara actuacions musicals, mostra de treballs artesanals o degustació de productes típics, especialment la mel d'Aiora.
A la zona dedicada a l'apicultura diferents expositors de productors locals de mel exposen varietats de la mel i productes derivats com ara pròpolis, gelea reial, dolços o cosmètica. A més, en una gran urna de cristall amb bucs d'abelles, els apicultors entren i mostren els seus treballs habituals, des de la instal·lació d'un buc fins al moment d'extracció de la mel, que posteriorment es dona a degustar al públic.
La mel és una de les principals activitats econòmiques de la zona d'Aiora. És per això que la fira, a més de fer valdre este recurs, servix de punt de trobada entre apicultors, empreses del sector i públic. Aiora destaca com a centre de distribució de mel a Europa i la seua cooperativa és una de les més grans del sector. A més de l'oferta gastronòmica, s'organitzen visites culturals als monuments de la localitat o de la contornada.